# Joye Estazie
Joye Estazie (sinh ngày 10 tháng 8 năm 1984) là một cầu thủ bóng đá người Mauritius hiện tại thi đấu ở vị trí hậu vệ cho AS de Vacoas-Phoenix ở Mauritian League.

## Sự nghiệp

### Sự nghiệp chuyên nghiệp
Estazie bắt đầu sự nghiệp chuyên nghiệp năm 2006 với PAS Mates của Mauritian League, nơi anh sau đó là đội trưởng của đội bóng. Năm 2011, anh chuyển đến AS de Vacoas-Phoenix.

### Sự nghiệp quốc tế
Estazie có 8 lần ra sân cho Mauritius. Ngày 9 tháng 10 năm 2010, anh ghi một bàn phản lưới nhà cho Sénégal ở phút 90 trong trận đấu vòng loại AFCON của Mauritius, khi Mauritius thua 7-0. Anh ghi bàn đầu tiên cho Mauritius trong trận hòa giao hữu trước Réunion vào tháng 9 năm 2012.